# Annette O’Toole
Annette O’Toole (született Annette Toole) (Houston, Texas, 1952. április 1. –) amerikai színésznő.
Legismertebb szerepe Martha Kent a Smallville (2001–2011) című sorozatban. Feltűnt az Az (1990) című Stephen King-adaptációban, továbbá a Nash Bridges – Trükkös hekus című bűnügyi vígjáték-drámasorozatban is.
Az 1983-as Superman III. mozifilmben Lana Langot formálta meg.

## Élete és pályafutása
Nagyon hamar kezdett színészkedni, több mellékszerepet is elvállalt. Így látható volt a My Three Sons, a The Partridge Family és a The Virginian című televíziós produkciókban.
Első fontosabb filmszerepe a 48 óra című 1982-es akcióvígjátékban volt, amelyben Nick Nolte barátnőjét alakította. Egy évvel később ezt követte a Superman III., ebben Lana Lang szerepét kapta meg Christopher Reeve oldalán. Visszatérő szereplőként láthattuk a Nash Bridges – Trükkös hekus című sorozatban. 2000 és 2001 között a Szoknyás fejvadász című bűnügyi sorozat főszereplője volt. Nagy Superman-rajongó, ezért lelkesen vállalta a beugrást, amikor a Smallville bevezető epizódjában át kellett vállalnia Martha Clark szerepét Cynthia Ettingertől.
A filmezés mellett több színházi produkcióban is játszik.

## Filmográfia

### Film
| Év   | Magyar cím                      | Eredeti cím                 | Szerep                             | Magyar hang        |
| ---- | ------------------------------- | --------------------------- | ---------------------------------- | ------------------ |
| 1970 | Kis nagy ember                  | Little Big Man              | járókelő (stáblistán nem szerepel) |                    |
| 1975 | Mosolyogj!                      | Smile                       | Doria                              |                    |
| 1977 |                                 | One on One                  | Janet Hays                         |                    |
| 1978 | A cigányok királya              | King of the Gypsies         | Sharon                             |                    |
| 1980 |                                 | Foolin’ Around              | Susan                              |                    |
| 1982 | Párducemberek                   | Cat People                  | Alice Perrin                       | Andresz Kati       |
| 1982 | Párducemberek                   | Cat People                  | Alice Perrin                       | Spilák Klára       |
| 1982 | 48 óra                          | 48 Hrs.                     | Elaine Marshall                    | Andresz Kati       |
| 1982 | 48 óra                          | 48 Hrs.                     | Elaine Marshall                    | Kocsis Mariann     |
| 1983 | Superman III.                   | Superman III                | Lana Lang                          | Györgyi Anna       |
| 1983 | Superman III.                   | Superman III                | Lana Lang                          | Zsigmond Tamara    |
| 1987 | Törd össze a szívem!            | Cross My Heart              | Kathy                              |                    |
| 1990 | Az élvhajhász                   | Love at Large               | Mrs. King                          |                    |
| 1994 | André, a fóka                   | Andre                       | Toni felnőttként (hangja)          |                    |
| 1994 |                                 | On Hope (rövidfilm)         | Hope                               |                    |
| 1994 | Képzelt bűnök                   | Imaginary Crimes            | Ginny Rucklehaus                   |                    |
| 2000 | Itt a földön                    | Here on Earth               | Jo Cavanaugh                       | Antal Olga         |
| 2003 |                                 | Temptation                  | Nora                               |                    |
| 2009 | Aranyajtó                       | Falling Up                  | Grace O' Shea                      | Menszátor Magdolna |
| 2013 |                                 | Stuff (rövidfilm)           | anya                               |                    |
| 2014 |                                 | Beach Pillows               | Rita Midwood                       |                    |
| 2016 |                                 | We Go On                    | Charlotte                          |                    |
| 2016 |                                 | Women Who Kill              | Lila                               |                    |
| 2018 | Egy hiábavaló és ostoba gesztus | A Futile and Stupid Gesture | Stephanie Kenney                   |                    |
| 2018 |                                 | The Incoherents             | Mrs. Graham                        |                    |
| 2019 | Átmenő forgalom                 | Blow the Man Down           | Gail Maguire                       | Borbás Gabi        |

### Televízió
- Virgin River (2019-2022)
- Hazudj ha tudsz (2010)
- Smallville (2001-2011)
- Szoknyás fejvadász (2000)
- Trükkös hekus (1996)
- Az (1990)